# Mistrovství České republiky v běhu do vrchu
Historie mistrovství České republiky v běhu do vrchu (údaje do roku 2008 včetně)
Mistrovství bylo založeno v roce 1993 pro kategorie mužů, žen a juniorů. Juniorky závodí v běhu do vrchu od roku 1997. Běželo se 17× na trati z Janských Lázní na Černou horu, 3× z Dolní Moravy na Králický Sněžník, 2× na trase z Ostravice na Lysou Horu, 2× na trati Lipová-lázně na Šerák a 2× na trase Bělá pod Pradědem na Šerák. Jelikož se běhá na různých tratích, neevidují se rekordy ani nejlepší časy tohoto mistrovství.

## Muži
Medailisté
- 2018: 1. Marek Chrascina, 2. Jan Janů, 3. Dominik Sádlo;

- 2017: 1. Robert Krupička, 2. Jan Janů, 3. Marek Chrascina;

- 2016: 1. Jan Janů, 2. Martin Kučera, 3. Dominik Sádlo;

- 2015: 1. Jan Janů, 2. Lukáš Kučera, 3. Filip Záveský;

- 2014: 1. Jan Janů, 2. Martin Kučera, 3. Ondřej Fejfar;

- 2013: 1. Jan Janů, 2. Martin Frei, 3. Jan Havlíček;

- 2012: 1. Jiří Homoláč, 2. Jiří Magál, 3. Jiří Voják;

- 2011: 1. Vít Pavlišta, 2. Petr Pechek, 3.Tomáš Blaha;

- 2010: 1. Jan Kreisinger, 2. Martin Frei, 3. Róbert Štefko;

- 2009: 1. Jan Havlíček, 2. Jan Kreisinger, 3. Petr Pechek;

- 2008: 1. Jan Havlíček, 2. Martin Frei, 3. Ondřej Horák;
- 2007: 1. Jan Havlíček, 2. Martin Frei, 3. Ondřej Horák;
- 2006: 1. Filip Ospalý, 2. Jan Havlíček, 3. Jan Bláha;
- 2005: 1. Jan Havlíček, 2. Jan Bláha, 3. Petr Vymazal;
- 2004: 1. Miroslav Vítek, 2. Jan Bláha, 3. David Gerych;
- 2003: 1. Jan Bláha, 2. Robert Krupička, 3. Jan Havlíček;
- 2002: 1. Pavel Faschingbauer, 2. Miroslav Vítek, 3. Jan Bláha;
- 2001: 1. Pavel Faschingbauer, 2. Roman Skalský, 3. Miroslav Vítek;
- 2000: 1. Jan Bláha, 2. Zdeněk Dúbravčík, 3. Jan Havlíček;
- 1999: 1. Pavel Faschnigbauer, 2. Miroslav Vítek, 3. Zdeněk Zoubek;
- 1998: 1. Miroslav Vítek, 2. Radomír Soukup, 3. Zdeněk Dúbravčík;
- 1997: 1. Radomír Soukup, 2. Zdeněk Dúbravčík, 3. Stanislav Fux;
- 1996: 1. Jan Pešava, 2. Zdeněk Dúbravčík, 3. Radomír Soukup;
- 1995: 1. Radomír Soukup, 2. Miroslav Vítek, 3. Václav Ožana;
- 1994: 1. Ladislav Raim, 2. Miroslav Sajler, 3. Radomír Soukup;
- 1993: 1. Radomír Soukup, 2. Ladislav Raim, 3. Zdeněk Dúbravčík.

Počet titulů
- Jan Havlíček, Janů Jan 4×

- Pavel Faschingbauer, Radomír Soukup 3×
- Jan Bláha, Miroslav Vítek 2×
- Filip Ospalý, Jan Pešava, Ladislav Raim, Jan Kreisinger , Vít Pavlišta, Jiří Homoláč, Robert Krupička , Marek Chrascina 1×

Počet medailí
- Jan Havlíček 7×
- Jan Bláha, Radomír Soukup, Miroslav Vítek, Jan Janů 6×
- Zdeněk Dúbravčík 5×
- Martin Frei 4×
- Pavel Faschingbauer 3×
- Ladislav Reim, Ondřej Horák, Jan Kreisinger, Petr Pechek, Martin Kučera, Dominik Sádlo, Robert Krupička, Marek Chrascina 2×
- Stanislav Fux, David Gerych, Robert Krupička, Filip Ospalý, Václav Ožana, Jan Pešava, Miroslav Sajler, Roman Skalský, Petr Vymazal, Zdeněk Zoubek, Róbert Štefko, Vít Pavlišta, Tomáš Blaha, Jiří Magál, Jiří Voják, Ondřej Fejfar, Lukáš Kučera, Filip Záveský 1×

## Ženy
Medailisté
- 2008: 1. Pavla Matyášová, 2. Irena Šádková,3. Helena Poborská;
- 2007: 1. Marta Vlčovská, 2. Táňa Metelková, 3. Ivana Sekyrová;
- 2006: 1. Anna Pichrtová, 2. Irena Šádková, 3. Iva Milesová;
- 2005: 1. Anna Pichrtová, 2. Irena Šádková, 3. Iva Milesová;
- 2004: 1. Pavla Havlová, 2. Irena Šádková, 3. Jana Mostecká;
- 2003: 1. Irena Šádková, 2. Michaela mannová, 3. Pavla Havlová;
- 2002: 1. Irena Šádková, 2. Pavla Havlová, 3. Pavla Matyášová;
- 2001: 1. Anna Pichrtová, 2. Lenka Hanušová, 3. Dita Hebelková;
- 2000: 1. Anna Pichrtová, 2. Irena Šádková, 3. Lenka Hanušová;
- 1999: 1. Irena Šádková, 2. Renata Kvitová, 3. Dagmar Havelková;
- 1998: 1. Dita Hebelková, 2. Irena Šádková, 3. Renata Kvitová;
- 1997: 1. Anna Báčová, 2. Miroslava Hanáková, 3. Dita Hebelková;
- 1996: 1. Dita Hebelková, 2. Jitka Krátká, 3. Renata Schlezingerová;
- 1995: 1. Renata Schlezingerová, 2. Karin Kocumová, 3. Dita Hebelková;
- 1994: 1. Dagmar Havlíčková, 2. Jana Vyhnalíková, 3. Gabriela Hnilková;
- 1993: 1. Dagmar Havlíčková, 2. Radka Pátková, 3. Renata Schlezingerová.

Počet titulů
- Anna Pichrtová 4×
- Irena Šádková 3×
- Dagmar Havlíčková, Dita Hebelková 2×
- Anna Báčová, Pavla Havlová, Renata Schlezingerová, Marta Vlčovská, Matyášová Pavla 1×

Počet medailí
- Irena Šádková 9×
- Dita Hebelková 5×
- Anna Pichrtová 4×
- Pavla Havlová, Renata Schlezingerová 3×
- Lenka Hanušová, Dagmar Havlíčková, Renata Kvitová, Iva Milesová, Pavla Matyášová 2×
- Anna Báčová, Miroslava Hanáková, Dagmar Havelková, Gabriela Hnilková, Karin Kocumová, Jitka Krátká, Michaela Mannová, Táňa Metelková, Jana Mostecká, Radka Pátková, Ivana Sekyrová, Marta Vlčovská, Jana Vyhnalíková, Helena Poborská 1×

## Junioři
Medailisté
- 2008: 1. Jakub Bajza, 2. Jiří Homoláč ,3. Ondřej Fejfar;
- 2007: 1. Jakub Bajza, 2. Jiří Voják, 3. Radek Groh;
- 2006: 1. Ondřej Jeníček, 2. Jakub Tejchman, 3. Jiří Voják;
- 2005: 1. Jan Hamr, 2. David Rosenberg, 3. Martin Zapalač;
- 2004: 1. Jan Hamr, 2. Martin Frei, 3. Zdeněk Hnilo;
- 2003: 1. Jan Kreisinger, 2. Zdeněk Hnilo, 3. Vít Pavlišta;
- 2002: 1. Jan Kreisinger, 2. Zdeněk Pichl, 3. Jakub Machuta;
- 2001: 1. Petr Hudek, 2. Ondřej Vincens, 3. Zdeněk Pichl;
- 2000: 1. Petr Hudek, 2. Martin Michálek, 3. Petr Pechek;
- 1999: 1. Pavel Dobšíček, 2. Petr Hudek, Stanislav Tábor;
- 1998: 1. Petr Losman, 2. Lukáš Razým, 3. Pavel Dobšíček;
- 1997: 1. Petr Losman, 2. Libor Flemr, 3. Jaroslav Mollingr;
- 1996: 1. Petr Losman, 2. Libor Flemr, 3. Pavel Jiras;
- 1995: 1. Miloslav Suchý, 2. Radek Lhotka, 3. Petr Nožička;
- 1994: 1. Lubomír Pokorný, 2. Radim Vetchý, 3. Roman Skalský;
- 1993: 1. Roman Skalský, 2. Jan Tlustý, 3. Petr Vymazal.

Počet titulů
Petr Losman 3×
- Jan Hamr, Petr Hudek, Jan Kreisinger, Jakub Bajza 2×
- Pavel Dobšíček, Ondřej Jeníček, Pavel Jiras, Lubomír Pokorný, Roman Skalský, Miloslav Suchý 1×

Počet medailí
- Petr Hudek, Petr Losman 3×
- Pavel Dobšíček, Jan Hamr, Zdeněk Hnilo, Zdeněk Pichl, Roman Skalský, Jiří Voják, Jakub Bajza 2×
- Martin Csabo, Libor Flemr, Radek Groh, Martin Frei, Ondřej Jeníček, Pavel Jiras, Radek Lhotka, Jakub Machuta, Martin Michálek, Jaroslav Mollinger, Petr Nožička, Vít Pavlišta, Petr Pechek, Lubomír Pokorný, Lukáš Razým, David Rosenberg, Ladislav Stejskal, Miloslav Suchý, Stanislav Tábor, Jakub Tejchman, Jan Tlustý, Radim Vetchý, Ondřej Vinzens, Petr Vymazal, Martin Zapalač, Jiří Homoláč , Ondřej Fejfar 1×

## Juniorky
Medailisté
- 2008: 1. Kateřina Beroušková, 2. Gabriela Weissová, 3. Adéla Stránská;
- 2007: 1. Kateřina Beroušková, 2. Lea Johanidesová, 3. Martina Vévodová;
- 2006: 1. Ivana Klímová, 2. Martina Vévodová, 3. Lea Johanidesová;
- 2005: 1. Lucie Pelantová, 2. Iva Klímová, 3. Lea Johanidesová;
- 2004: 1. Květa Pecková,2. Jana Pechková, Dana Šatrová;
- 2003: 1. Květoslava Pecková, 2. Lea Johanidesová, 3. Jana Pechková;
- 2002: 1. Lenka Všetečková, 2. Lenka Ptáčková, 3. Jana Pechková;
- 2001: 1. Pavla Havlová, 2. Lenka Ptáčková, 3. Klára Konopová;
- 2000: 1. Lenka Zabloudilová, 2. Pavla Havlová, 3. Klára Konopová;
- 1999: 1. Pavla Havlová, 2. Radka Holubová, 3. Lucie Navrátilová;
- 1998: 1. Lenka Hanušová, 2. Lucie Navrátilová, 3. Zuzana Kocumová;
- 1997: 1. Zuzana Kocumová, 2. Lucie Navrátilová, 3. Lenka Hanušová.

Počet titulů
- Pavla Havlová, Květoslava Pecková, Kateřina Beroušková 2×
- Lenka Hanušová, Ivana Klímová, Zuzana Kocumová, Lucie Pelantová, Lenka Všetečková, Lenka Zabloudilová 1×

Počet medailí;
- Lea Johanidesová 4×
- Pavla Havlová, Lucie Navrátilová, Jana Pechková 3×
- Lenka Hanušová, Zuzana Kocumová, Klára Konopová, Lenka Ptáčková, Květoslava Pecková, Ivana Klímová,Martina Vévodová 2×
- Radka Holubová, Lenka Zaloudilová, Dana Šatrová, Lucie Pelantová, Lenka Všetečková, Gabriela Weissová, Adéla Stránská 1×